# Medetera halteralis
Medetera halteralis är en tvåvingeart som beskrevs av Van Duzee 1919. Medetera halteralis ingår i släktet Medetera och familjen styltflugor. Inga underarter finns listade i Catalogue of Life.